# Erwin Kiennast

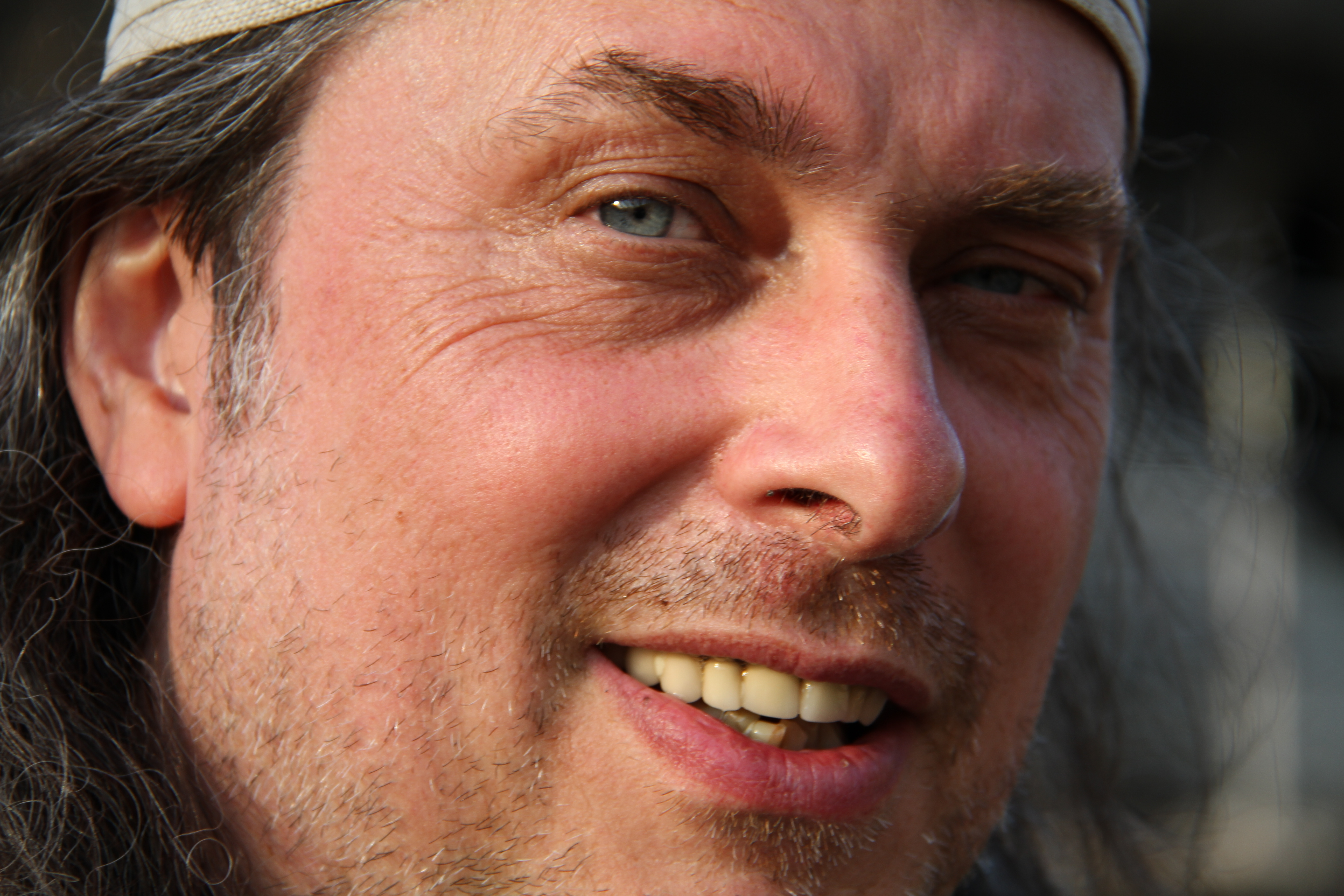
Erwin Kiennast, 2011

Erwin Kiennast (* 2. September 1955 in Wien) ist ein österreichischer Komponist, Produzent und Performancekünstler.

## Leben
Erwin Kiennast erhielt seine musikalische Ausbildung am Konservatorium der Stadt Wien in den Fächern Klavier, Dirigat und Komposition. Zu Beginn seiner Laufbahn war er als Komponist, Arrangeur, Korrepetitor und musikalischer Leiter in fast allen Musiktheatern Wiens tätig, unter anderem an der Staatsoper und am Burgtheater.
In den späten 1970er Jahren wechselte Kiennast ins Popgeschäft. Er produzierte, komponierte und spielte für Vertreter der österreichischen und internationalen Musikszene, darunter für Georg Danzer, Rainhard Fendrich, Jose Carreras, Stefanie Werger, Ludwig Hirsch und Shirley Bassey. Ab 1992 folgte eine siebenjährige Zusammenarbeit mit der australischen Sängerin Sandra Pires.
Im Jahr 1992 begann er mit der Arbeit an eigenen Projekten und gründete gemeinsam mit Norman Weichselbaum die Musik- und Eventproduktionsfirma OPERATOR.
Aus dieser Partnerschaft ging 1995 das Format Kiddy Contest hervor, welches mit 1,4 Mio. verkauften Tonträgern als eines der erfolgreichsten Musikformate Österreichs gilt.
Des Weiteren ist er Komponist von über hundert Film-, Bühnen- und Eventproduktionen. So entstand auch u. a. das 2015 uraufgeführte Musical CERUBIM nach einem Libretto von Gabriel Barylli.
Seit 2003 bereist Kiennast für seine Filmmusikprojekte mehrfach den Globus. Mit seinem 2008 gegründeten multinationalen Orchester „Surprising Art“, gilt er als Spezialist für musikdramatische Grossprojekte.
Live tritt Kiennast mit seinem von ihm entwickelten hightech Piano „CLAVITAR“ und als Theremin Performer in Erscheinung.
2015 wurde Erwin Kiennast für seine Arbeiten mit dem Goldenen Ehrenzeichen für Verdienste um die Republik Österreich ausgezeichnet.

## Kompositionen
- Konzert der Mythen, Orchesterwerk (Uraufführung 1996 im Rahmen des niederösterreichischen Donaufestivals; 1999 Aufführung in der Votivkirche)
- Filmmusik zu Felix Mitterers TV-Zweiteiler Alle für die Mafia (1997)
- Titelsong zur TV-Serie Schlosshotel Orth (1997)
- Musik zum Kinofilm Die 3 Posträuber (1998)
- Im Rausch der Verwandlung, Orchesterwerk (1999)
- Odyssee 3001, multimediales Bühnenstück (2000)
- Kompositionen für zahlreiche nationale und internationale Sendereihen (ORF, BBC und National Geographic)
- multikulturelles Konzert Crossover Austria zur Eröffnung des Wiener Stadtfestes mit heimischen und internationalen Künstlern (2001)
- Crossover – Musik für alle Sinne, Soloprogramm (2004)
- Musikalische Leitung und Auftragskomposition für das EU-Erweiterungs Event Tridentity in Hohenau (2004)
- Filmmusik SOKO Kitzbühel: Der Ring der Toten (2004)
- 50 Jahre Österreich im Schloss Belvedere, musikalische Leitung und Auftragskomposition (2005)
- Timelight Symphony – a Musicstationmelodram (Uraufführung zur Eröffnung der Fußball-Europameisterschaft 2008 mit 220 Künstlern am Wiener Karlsplatz)
- Fatura, Popmärchen (2008)
- New Horizon, Crossoverorchesterstück (Uraufführung 2009 in Kapstadt mit über 66 Musikern aus Südafrika)
- Der Silberberg, Filmmusik, ORF Universumdoku, Regie: Manfred Corrine (2010)
- Der Arlberg, Filmmusik, ORF Universumdoku, Regie: Heinz Leger (2010)
- Im Puls des Augenblickes (2010, Surprising Art)
- Baked Beans, Filmmusik, Regie: Gabriel Barylli (2011)
- 5 Grad plus, Filmmusik, ORF Universumdoku, Regie: Waltraud Paschinger
- The Sherpers Quest, Filmmusik, Regie: Heinz Leger
- Szenen einer Leidenschaft, Bühnenmusik (Auftragswerk 100 Jahre Nivea)
- Winnetou und Ich, Bühnenmusik, Open Air mit Pierre Brice und 60-köpfigem Orchester
- Dornröschen, Bühnenmusik, mit Frank Hoffmann und Jose Feliciano
- Robin Hood – Kampf um Nottingham, Bühnenmusik, (2022, Das Musical im Steinbruch Winzendorf)

## Auszeichnungen
- 1994 Platin für Produktion/Komposition des Birthday Song
- Österr. Musicalpreis für Rails
- 1996/97 Gold für Produktion und Co-Entwicklung des ORF-Showformates Kiddy Contest
- Platz 2 in den österreichischen Charts mit dem Titel Siegerstraße von Taxi Orange
- 2003 Amadeus Austrian Music Award in der Sparte bester Produzent
- Doppelplatinauszeichnung für Kiddy Contest Vol. 10
- 2006 Doppelplatinauszeichnung für Kiddy Contest Vol. 11
- 2. Preis beim Austrian Eventaward für Operatorproduktion: Das Geheimnis der Rose.
- Doppelplatinauszeichnung für Kiddy Contest Vol. 12
- Österreichischer Staatspreis für Musik zum TV Spot: Geben wir den Kindern die Sprache zurück
- Trippelplatinauszeichnung für Kiddy Contest Vol. 13
- Trippelplatinauszeichnung für Kiddy Contest Vol. 14
- Doppelplatinauszeichnung für Kiddy Contest Vol. 15
- Doppelplatinauszeichnung für Kiddy Contest Vol. 16